# كوامي بوكو
كوامي بوكو (بالإنجليزية: Kwame Poku)‏ هو لاعب كرة قدم غاني في مركز الوسط، ولد في 11 أغسطس 2001 في إنجلترا في المملكة المتحدة. لعب مع كولتشستر يونايتد.

## وصلات خارجية
- كوامي بوكو على موقع قاعدة بيانات كرة القدم.إي يو (الإنجليزية)
- كوامي بوكو على موقع Soccerway.com (الإنجليزية)